# Salt cromosòmic
El salt cromosòmic en biotecnologia és un mètode de clonatge, quan aquest és difícil de realitzar amb altres mètodes com el de chromosome walking. El salt cromosòmic es pot fer servir per aïllar clons a la distància que es desitgi (dins del rang de 100 - 300 kb) del cromosoma inicial. És un sistema útil per buscar un gen en particular. En el salts cromosòmics, l'ADN que interessa s'identifica, es talla en fragments amb un enzim de restricció i es circularitza (l'inici i el final de cada fragment s'uneixen per a fer un bucle circular).